# 산조 사네노리 (1902년)
산조 사네노리(일본어: 三条実憲, 1902년 10월 29일 ~ 1924년 5월 1일)는 일본의 화족이다. 작위는 공작.

## 생애
태정대신 산조 사네토미의 아들 산조 기미요시의 차남으로 태어났으며, 어머니는 마쓰다이라 슌가쿠의 딸 지요코(千代子)이다. 아버지 기미요시가 사망한 1914년에 공작위를 습작하였다. 사후엔 숙부인 긴테루가 가독(家督)을 상속했다.
| 전임 산조 기미요시 | 제33대 덴보린 산조가 당주 1914년 ~ 1912년 | 후임 산조 긴테루 |

| 전임 산조 기미요시 | 제3대 산조 공작가 당주 1914년 ~ 1924년 | 후임 산조 긴테루 |